# Convite para Ouvir Maysa nº 2
Convite Para Ouvir Maysa Nº. 2 é o terceiro álbum de estúdio gravado pela cantora brasileira Maysa, lançado em 1958. Na Argentina, o álbum recebeu o título Una Invitación Para Escuchar Maysa e no lançamento nos Estados Unidos, no ano seguinte, foi batizado de The Sound Of Love (O Som do Amor).
Em 1998, a RGE lançou o álbum em formato de CD. A capa do álbum exibia uma fotografia que Indalécio Wanderley havia tirado para a capa da revista O Cruzeiro.
Depois do sucesso da canção “Ouça”, do disco anterior, ninguém imaginava que Maysa conseguiria ter um êxito igual ou melhor ao que teve. A primeira canção do Convite Para Ouvir Maysa Nº. 2, “Meu Mundo Caiu”, tornou-se mais um sucesso nacional e Maysa entrou para o time das estrelas da música popular brasileira. Havia outras três composições suas no disco: “Diplomacia”, “Felicidade Infeliz” e “Mundo Novo”, sendo a última pouco aceita pelos seus fãs por ser positiva demais, algo que não combinava com Maysa na época. O álbum incluía mais quatro músicas inéditas até então: “Bouquet de Izabel", "Bronzes e Cristais", "Meu Sonho Feliz" e "No Meio da Noite”, e outras quatro já cantadas por outros artistas anteriormente: “Por Causa de Você", "Bom Dia, Tristeza", "E A Chuva Parou" e "Caminhos Cruzados". Os arranjos do álbum foram feitos pelo maestro Enrico Simonetti.
Foram quatro discos 78 rpm daquele ano que incluíram canções do Convite Para Ouvir Maysa Nº. 2. O primeiro trazia "Meu Mundo Caiu” e "Bouquet de Izabel". O segundo “Felicidade Infeliz" e "Não Vou Querer", música do seu primeiro álbum. O terceiro incluía "Por Causa de Você" e "Franqueza", do álbum anterior. O quarto trazia "Eu Não Existo Sem Você", do seu próximo álbum, e era acompanhada por “No Meio da Noite".

## Faixas
| N.º | Título               | Música                                            | Duração |  |
| 1.  | "Meu Mundo Caiu"     | Maysa                                             | 3:20    |  |
| 2.  | "No Meio da Noite"   | J. M. da Costa / Aloysio Figueiredo               | 3:09    |  |
| 3.  | "Bronzes e Cristais" | Nazareno de Brito / Alcyr Pires Vermelho          | 3:10    |  |
| 4.  | "Por Causa de Você"  | Dolores Duran / Tom Jobim                         | 3:30    |  |
| 5.  | "Bom Dia Tristeza"   | Adoniran Barbosa / Vinicius de Moraes             | 3:42    |  |
| 6.  | "Felicidade Infeliz" | Maysa                                             | 3:26    |  |
| 7.  | "Bouquet de Izabel"  | Sergio Ricardo                                    | 2:48    |  |
| 8.  | "Mundo Novo"         | Maysa                                             | 3:13    |  |
| 9.  | "E A Chuva Parou"    | Ribamar / Esdras Pereira da Silva / Victor Freire | 3:09    |  |
| 10. | "Caminhos Cruzados"  | Tom Jobim                                         | 3:20    |  |
| 11. | "Meu Sonho Feliz"    | Nanai                                             | 3:08    |  |
| 12. | "Diplomacia"         | Maysa                                             | 3:23    |  |